# Bogumił Szumski

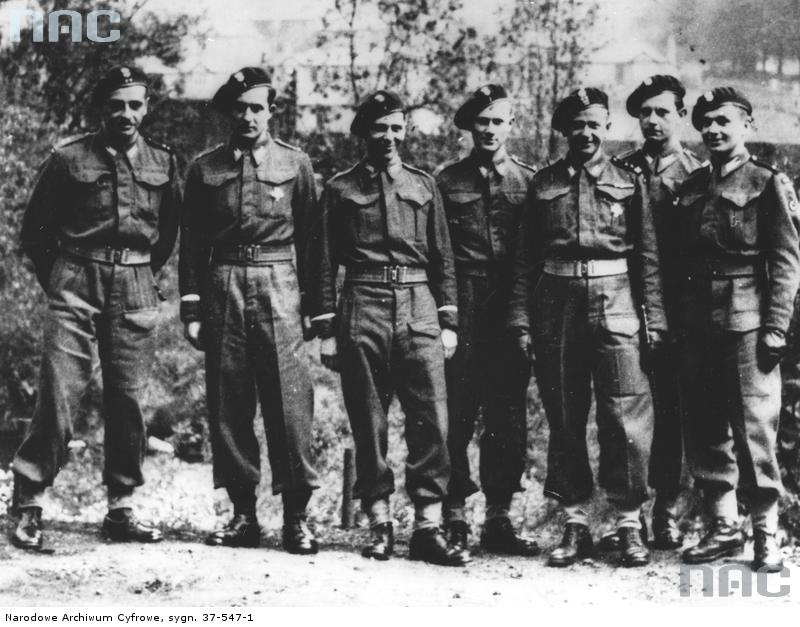
Pożegnanie oficerów 24 Pułku Ułanów udających się na kurs cichociemnych w maju 1943. Ppłk Szumski trzeci od prawej.

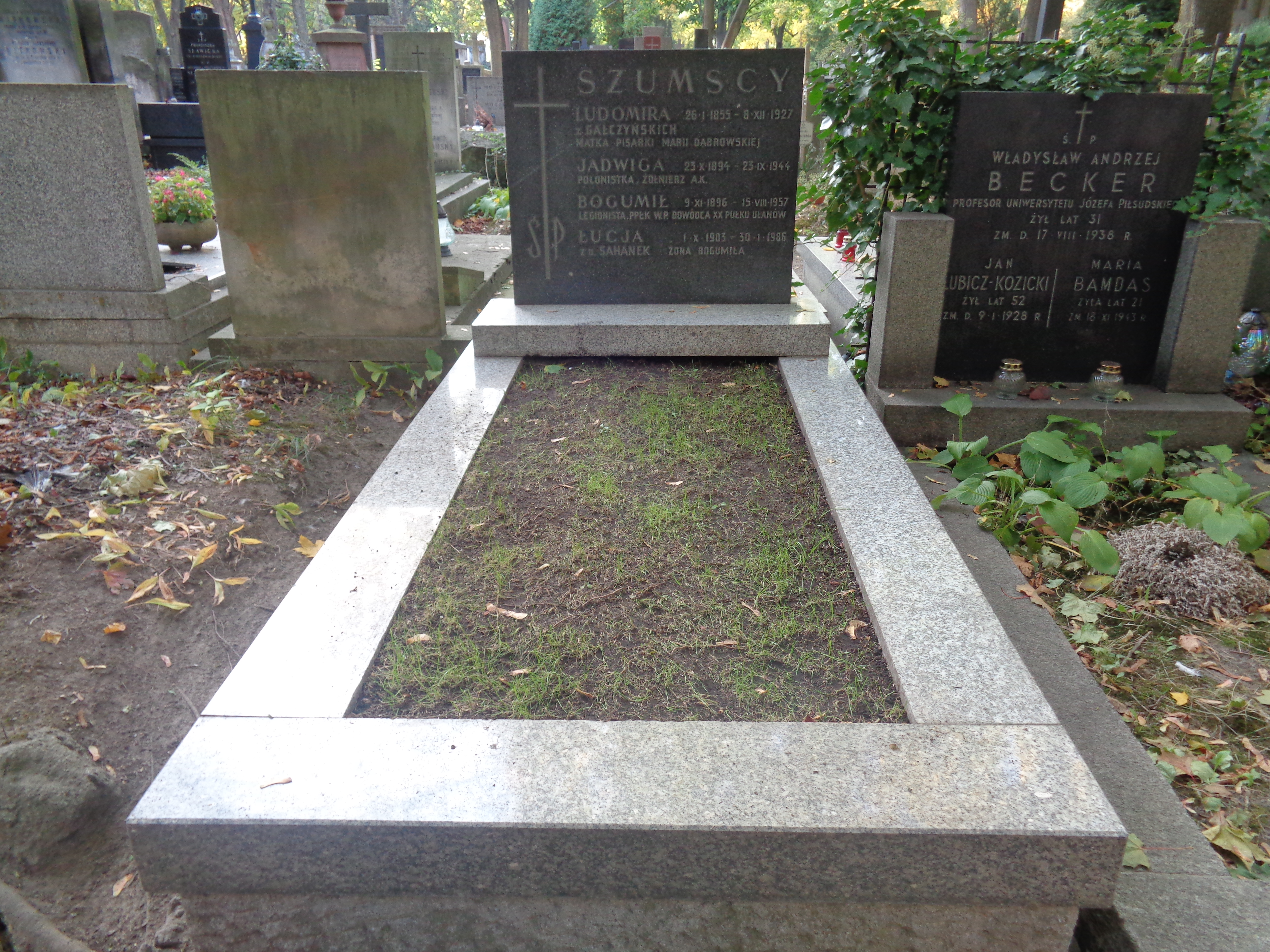
Grób Bogumiła Szumskiego na cmentarzu Powązkowskim.

Bogumił Szumski (ur. 9 listopada 1896 w Russowie, zm. 15 sierpnia 1957 w Warszawie) – pułkownik kawalerii Wojska Polskiego, działacz niepodległościowy, kawaler Orderu Virtuti Militari.

## Życiorys
Urodził się 9 listopada 1896 w Russowie, pow. kaliskim, w rodzinie Józefa Konstantego (1844–1912), rolnika, i Ludomiry Maryny z Gałczyńskich h. Sokola (1856–1927). Był młodszym bratem pisarki Marii Dąbrowskiej, Jadwigi Szumskiej (1894–1944), polonistki, żołnierza Armii Krajowej, i Stanisława (1895–1943), rotmistrza Wojska Polskiego, nauczyciel, odznaczonego Krzyżem Walecznych i Medalem Niepodległości. 
W młodości uczył się w Kaliszu, a później uczęszczał do gimnazjum Edwarda Rontalera w Warszawie. 
W czasie I wojny światowej (1914–1918) walczył w szeregach 1 pułku ułanów Legionów Polskich w randze starszego ułana. Latem 1917 roku, po kryzysie przysięgowym, został internowany w obozie internowania w Szczypiornie pod Kaliszem.
Od 18 listopada 1919 do 1 marca 1920 był uczniem klasy 23 Szkoły Podchorążych. W 1920, w czasie wojny polsko-bolszewickiej (1919–1921), dowodził plutonem, a później 1. szwadronem 108 pułku ułanów. 25 listopada 1920 Naczelny Wódz mianował go podporucznikiem w kawalerii z dniem 1 września 1920.
3 maja 1922 roku został zweryfikowany w stopniu podporucznika ze starszeństwem z 1 czerwca 1919 roku i 58. lokatą w korpusie oficerów jazdy (od 1924 roku – kawalerii). 12 lutego 1923 roku został mianowany z dniem 1 stycznia 1923 roku na porucznika ze starszeństwem z 1 września 1920 roku i 19. lokatą w korpusie oficerów kawalerii. Do 1930 roku pełnił służbę w 20 pułku ułanów w Rzeszowie. 2 kwietnia 1929 roku został mianowany rotmistrzem ze starszeństwem z 1 stycznia 1929 roku i 23. lokatą w korpusie oficerów kawalerii. Z dniem 14 czerwca 1930 roku został przeniesiony do Centrum Wyszkolenia Kawalerii w Grudziądzu i wyznaczony na stanowisko dowódcy II plutonu w 1. szwadronie szkolnym Dywizjonu Szkolnego Podchorążych Rezerwy Kawalerii. Wiosną 1934 był dowódcą szwadronu szkolnego Szkoły Podchorążych Kawalerii. Na majora został awansowany ze starszeństwem z 1 stycznia 1936 i 32. lokatą w korpusie oficerów kawalerii. W marcu 1939 pełnił służbę w Centrum Wyszkolenia Piechoty w Rembertowie na stanowisku wykładowcy przedmiotu taktyki kawalerii.
W kampanii wrześniowej był zastępcą dowódcy Ośrodka Zapasowego Kawalerii „Białystok” i zastępcą dowódcy Rezerwowej Brygada Kawalerii „Wołkowysk”.
W kampanii francuskiej 1940 dowodził batalionem imienia 24 pułku ułanów. W czerwcu tego roku został dowódcą batalionu zapasowego kontyngensu przechodniego i pułku rozpoznawczego, który wchodził w skład Ośrodka Zapasowego Kawalerii Motorowej. W tym samym miesiącu ewakuował się do Wielkiej Brytanii. W grudniu 1941 roku został skierowany na pierwszy kurs czołgowy Mark III przy 16 Brygadzie Czołgów. Do sierpnia 1942 roku był zastępcą dowódcy 24 pułku ułanów, a następnie objął jego dowództwo. Na tym stanowisku został mianowany podpułkownikiem. Od 9 do 21 listopada 1942 roku odbywał praktykę w brytyjskiej 42 Dywizji Pancernej. W ostatnim kwartale 1943 roku został odkomenderowany do Centrum Wyszkolenia Pancernego i Techniczno-Motorowego na stanowisko komendanta VII Kursu Taktycznego Broni Pancernych dla oficerów starszych. 27 listopada tego roku został wyznaczony na stanowisko zastępcy dowódcy 16 Brygady Pancernej.
Po zakończeniu II wojny światowej wrócił do kraju i został przyjęty do Wojska Polskiego. 16 lutego 1946 roku objął dowództwo 3 pułku ułanów i sprawował je do 14 września tego roku.
Po śmierci został pochowany w grobie rodzinnym na cmentarzu Powązkowskim (kwatera 238-1-21).
Bogumił Szumski był żonaty z Łucją Sahanek (1903–1986). Miał córkę Gabrielę Marię (ur. 18 marca 1929) i syna Jerzego Stefana (ur. 9 listopada 1932).

## Ordery i odznaczenia
- Krzyż Srebrny Orderu Wojskowego Virtuti Militari nr 4209 – 1921[34][35][36]
- Krzyż Niepodległości – 12 maja 1931 „za pracę w dziele odzyskania niepodległości”[37][38][39]
- Krzyż Walecznych[35][40]
- Złoty Krzyż Zasługi – 10 listopada 1938 „za zasługi w służbie wojskowej”[41][42]
- Srebrny Krzyż Zasługi – 10 listopada 1928 „w uznaniu zasług, położonych na polu pracy w poszczególnych działach wojskowości”[43][44]
- Medal Pamiątkowy za Wojnę 1918–1921[35]
- Medal Dziesięciolecia Odzyskanej Niepodległości[35]